# グレゴリー・コーソ
グレゴリー・コーソ（Gregory Corso、1930年3月26日 - 2001年1月17日）は、アメリカ合衆国の詩人、著作家である。

## 経歴
1930年3月26日、グリニッジ・ヴィレッジに生まれる。1950年に酒場でアレン・ギンズバーグと出会ったのち、ジャック・ケルアックやウィリアム・バロウズを紹介される。ビート・ジェネレーションの一員として活動した。2001年1月17日、前立腺癌によりミネアポリスで死去。

## 著書
- 土まみれの手 グレゴリー・コーソ詩集（1994年、彼方社） ISBN 9784795215351
- 人間賛歌 グレゴリー・コーソ詩集（1996年、彼方社） ISBN 9784795215368